# Finanz- und Rechnungswesenassistenz
Finanz- und Rechnungswesenassistenz ist ein Ausbildungsberuf in Österreich. Er wurde zum 1. Juni 2012 neu eingerichtet und ersetzt den Lehrberuf Buchhaltung.

## Ausbildungsdauer
Die Ausbildung für Finanz- und Rechnungswesenassistenz dauert in Österreich drei Jahre. Die Ausbildung erfolgt – wie bei Lehrberufen üblich – im dualen Ausbildungssystem. Dieses umfasst die betriebliche Ausbildung, die von einer schulischen Ausbildung begleitet wird.

## Aufgabengebiet
Finanz- und Rechnungswesenassistenten überwachen alle Geldein- und -ausgänge in einem Betrieb und sind für die laufende Verbuchung der Geschäftsvorgänge (z. B. Rechnungen, Inventuraufzeichnungen) verantwortlich. Außerdem unterstützen sie bei der Lohn- und Gehaltsabrechnung, arbeiten bei der Erstellung von Jahresabschlüssen mit und sind für die ordnungsgemäße Ablage aller Unterlagen zuständig. Finanz- und Rechnungswesenassistenten verwenden für ihre Tätigkeiten spezielle EDV-Programme (Buchhaltungsprogramme) und wickeln Meldungen an das Finanzamt und an Sozialversicherungsanstalten über Onlineportale wie FinanzOnline und ELDA ab. Sie arbeiten in Unternehmen aller Branchen und Größen. Je nach Art und Größe des Betriebes erledigen sie ihre Aufgaben eigenständig oder gemeinsam mit Kollegen und Mitarbeitern anderer Abteilungen.

## Kenntnisse und Fähigkeiten
- laufende Buchführungsarbeiten im Rahmen verschiedener Buchführungssysteme
- Vorbereitungsarbeiten für die Erstellung von Jahresabschlüssen
- durchführen von Lohn- und Gehaltsabrechnungen,
- bearbeiten kostenrechnerischer Aufgabenstellungen,
- Abrechnungen mit Sozialversicherungsanstalten und Steuerbehörden
- arbeiten mit branchentypischen IT-Verfahren
- administrative Arbeiten mit Hilfe der betrieblichen Informations- und Kommunikationssysteme
- anlegen, warten und auswerten von Statistiken, Dateien und Karteien